# Луговая (Тугулымский муниципальный округ)
Луговая — деревня в Тугулымском городском округе Свердловской области России.

## Географическое положение
Деревня Луговая расположена в 15 километрах к югу-юго-западу от посёлка городского типа Тугулыма (по автодороге — в 20 километрах), на правой берегу реки Пышмы, вдоль её правого притока — реки Змеевки. Деревня расположена напротив посёлка Луговского.

## Население
| 2002 | 2010 | 2021 |
| ---- | ---- | ---- |
| 310  | ↘265 | ↘197 |